# Senoculus silvaticus
Espèce
Senoculus silvaticus est une espèce d'araignées aranéomorphes de la famille des Senoculidae.

## Distribution
Cette espèce est endémique du Panama.

## Description
La femelle holotype mesure 8,58 mm.

## Publication originale
- Chickering, 1941 : The Senoculidae of Panama. Papers of the Michigan Academy of Science, Arts and Letters, vol. 26, p. 195-218 (texte intégral).